# Colostygia multistrigaria
Colostygia multistrigaria är en fjärilsart som beskrevs av Adrian Hardy Haworth 1809. Colostygia multistrigaria ingår i släktet Colostygia och familjen mätare. Inga underarter finns listade i Catalogue of Life.

## Bildgalleri

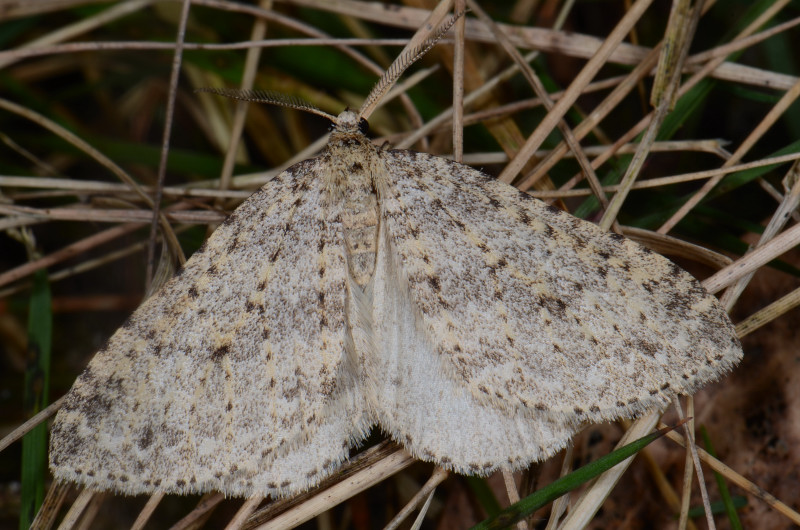
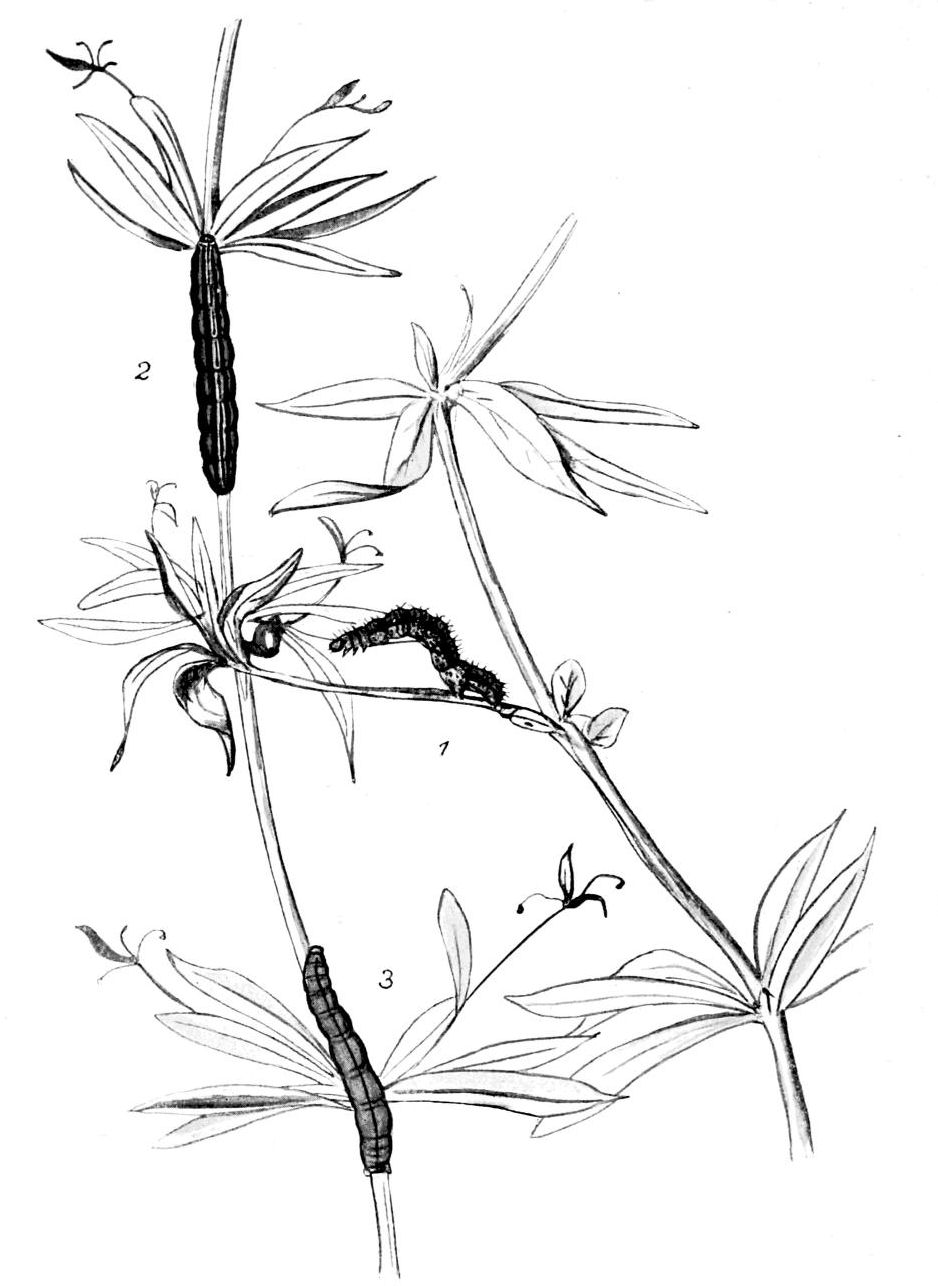
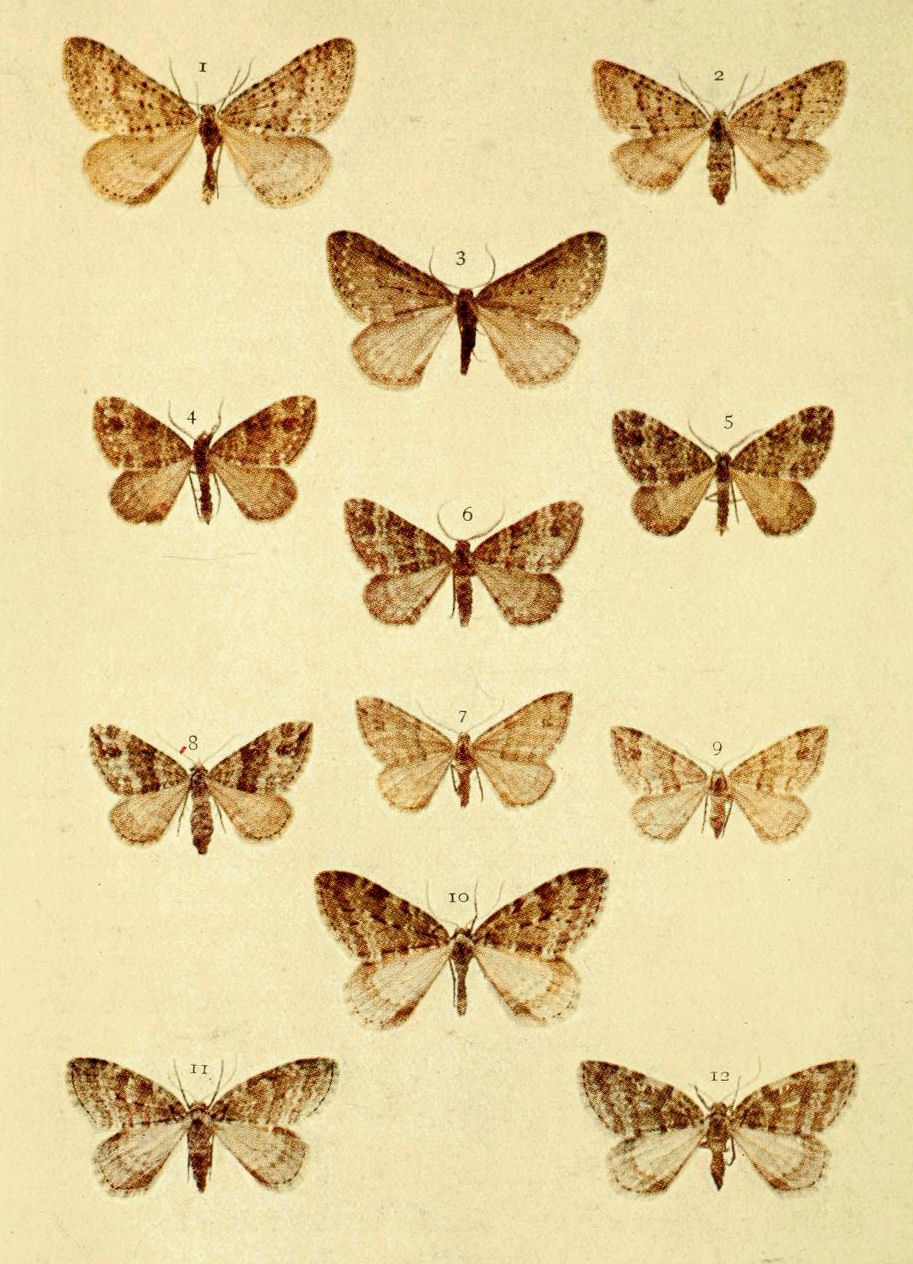